# Najpiękniejsze Książki Roku
Najpiękniejsze Książki Roku – konkurs na najlepiej wydaną książkę organizowany przez Polskie Towarzystwo Wydawców Książki od 1957 roku.

## Historia konkursu
Idea konkursu pojawiła się na początku lat 50. XX wieku. Do jego powstania przyczyniły się warunki, w których znajdowała się polska typografia w tych czasach. Powojenna produkcja książkowa charakteryzowała się niską jakością druku i opracowania graficznego. Powodem tego było całkowite zniszczenie większej liczby drukarń lub ich częściowe uszkodzenie po działaniach wojennych. Co więcej, zaledwie 33% dostępnego sprzętu można było uznać za nowoczesny.
Żeby zaangażować wydawnictwa do zorganizowania lepszej produkcji książkowej, w 1957 roku PTWK ogłosiło konkurs na „Najlepiej wydaną książkę roku”. Na jego czele stał Roman Tomaszewski – polski wydawca i typograf.
Zorganizowanie konkursu w dużym stopniu przyczyniło się do rozkwitu polskiej typografii. W latach 60. polskie książki coraz częściej były nagradzane na międzynarodowych wystawach i konkursach. Sytuacja zmieniła się w latach 70. XX wieku. Z jednej strony, zaczęła rozwijać się polska ilustracja, a z drugiej – obniżyła się jakość druku. Polska typografia nadal charakteryzowała się przestarzałym sprzętem. Sytuację pogorszył kryzys papierniczy: dostępny papier nie był dostosowany do potrzeb drukarskich, a więc jakość druku nie odpowiadała oczekiwaniom wydawców.
Kryzys poligraficzny wniósł zmiany w formułę konkursu na „Najlepiej wydaną książkę roku”. W 1981 roku zmienił on nazwę na konkurs „Najpiękniejsze Książki Roku”. Od tej pory zwracano większą uwagę na koncepcję edytorską, graficzny układ książki oraz poziom ilustracji. Ze względu na konieczność zmiany organizacji wydarzenia oraz jego regulaminu, a także stan wojenny i coraz bardziej pogarszającą się jakość książek, konkurs został wstrzymany na trzy lata (1981–1983).
Od 1983 roku konkurs „Najpiękniejsze Książki Roku” odbywa się corocznie. W 2019 roku przeprowadzono jubileuszową 60. edycję konkursu.

## Kategorie konkursu
W ciągu 63 lat kategorie konkursu kilkakrotnie się zmieniały. Obecnie istnieje 8 kategorii:
1. Literatura piękna;
2. Książki naukowe, popularnonaukowe (humanistyczne);
3. Książki matematyczne, przyrodnicze, techniczne i medyczne;
4. Książki dla dzieci i młodzieży;
5. Podręczniki, materiały edukacyjne i szkoleniowe;
6. Słowniki, encyklopedie, leksykony, poradniki;
7. Albumy;
8. Katalogi, wydawnictwa bibliofilskie i inne.

Oprócz nagród głównych sąd konkursowy może przyznać tytuł honorowy GRAND PRIX. Po raz pierwszy otrzymała go książka Wilk wydawnictwa BoSz w 2004 roku. Laureaci wszystkich nagród dostają również nagrodę finansową, którą ustala Zarząd Główny PTWK.

## Sąd konkursowy
Książki różnego rodzaju są rozpatrywane w osobnych kategoriach. Każda z nich ma własne jury wstępne, które analizuje publikacje i po dyskusji w głosowaniu jawnym wybiera kilka najlepszych edycji. Wybrane książki są później oceniane przez sąd konkursowy. W skład komisji mogą wejść projektanci, graficy, wydawcy, redaktorzy oraz inni twórcy książki. Po dokładnej dyskusji w głosowaniu tajnym sąd konkursowy wybiera laureatów wszystkich kategorii.

## Nagrody indywidualne
Wkład grafików i ilustratorów w rozwój polskiej książki został doceniony przez organizatorów konkursu. To spowodowało, iż artystom zaczęto przyznawać nagrody indywidualne. 
Laureaci wśród grafików:
- Leon Urbański (1967 i 1976),
- Tadeusz Pietrzyk (1975 i 1986),
- Andrzej Heidrich (1978),
- Hubert Hilscher (1979),
- Zofia i Andrzej Darowscy (1980),
- Wojciech Freudenreich (1985),
- Krzysztof Racinowski (1990),
- Danuta Żukowska (1991),
- Jan Bokiewicz (1992),
- Maciej Buszewicz (1996),
- Lech Majewski (2002),
- Władysław Pluta (2003),
- Stanisław Salij (2004),
- Janusz Górski (2006).

Laureaci wśród ilustratorów: 
- Jan Młodożeniec (1977),
- Józef Wilkoń (1986),
- Antoni Boratyński (1986),
- Janusz Stanny (1987),
- Elżbieta Gaudasińska (1988),
- Olga Siemaszko (1989),
- Henryk Tomaszewski (1993).
- Bohdan Butenko (2007) – za całokształt dorobku twórczego[5].